# Livstræer
 Ikke at forveksle med Livstræ.
Livstræer er et projekt iværksat af Naturstyrelsen i Danmark, der skal frede træer, og især de gamle træer, som er vitale for biodiversiteten i skovene. Træerne beskyttes så de får lov til at blive ældgamle og dø og vælte omkuld i skovbunden. De kan huse sjældne og truede arter bl.a. om svampe, mosser, laver, insekter, hulrugende fugle og pattedyr f.eks. flagermus, og bidrager hermed til at skabe og/eller bevare en større artsrigdom i vores skove.
Planen er at der skal udpeges fem livstræer per hektar i statsskovene, så der over en årrække i alt skal udpeges og markeres 500.000 livstræer. Træerne udpeges efter forslag fra offentligheden gennem en webformular, hvor man kan  sende fotos og beskrive et træ, man finder relevant for projektet. Naturstyrelsens lokale enhed vurderer, om de foreslåede træer opfylder kravene til Livstræer og om antallet af Livstræer svarer til skovens størrelse.

## Egnede træer
- Træet skal være mindst 25 cm tykt målt i brysthøjde (1,3 meter over jorden).
- Alle løvtræer og nåletræer kan udpeges.
- Egnede træer er f.eks gamle egetræer og andre gamle løvtræer, eller atypiske  og/eller markante træer.
- Træer med svampe, laver eller mosser.

Der udpeges ikke økonomisk værdifulde træer med lige og knastfri stammer, ligesom træer der ligger nærmere end to meter fra et fortidsminde, ustabile eller delvist væltede træer, døde træer og træer, der kan udgøre en fare, ikke kan aspirere til at blive udpeget til  livstræ.